# Ectobius neavei
Ectobius neavei är en kackerlacksart som beskrevs av Robert Walter Campbell Shelford 1911. Ectobius neavei ingår i släktet Ectobius och familjen småkackerlackor. Inga underarter finns listade i Catalogue of Life.